# Holyland-Park

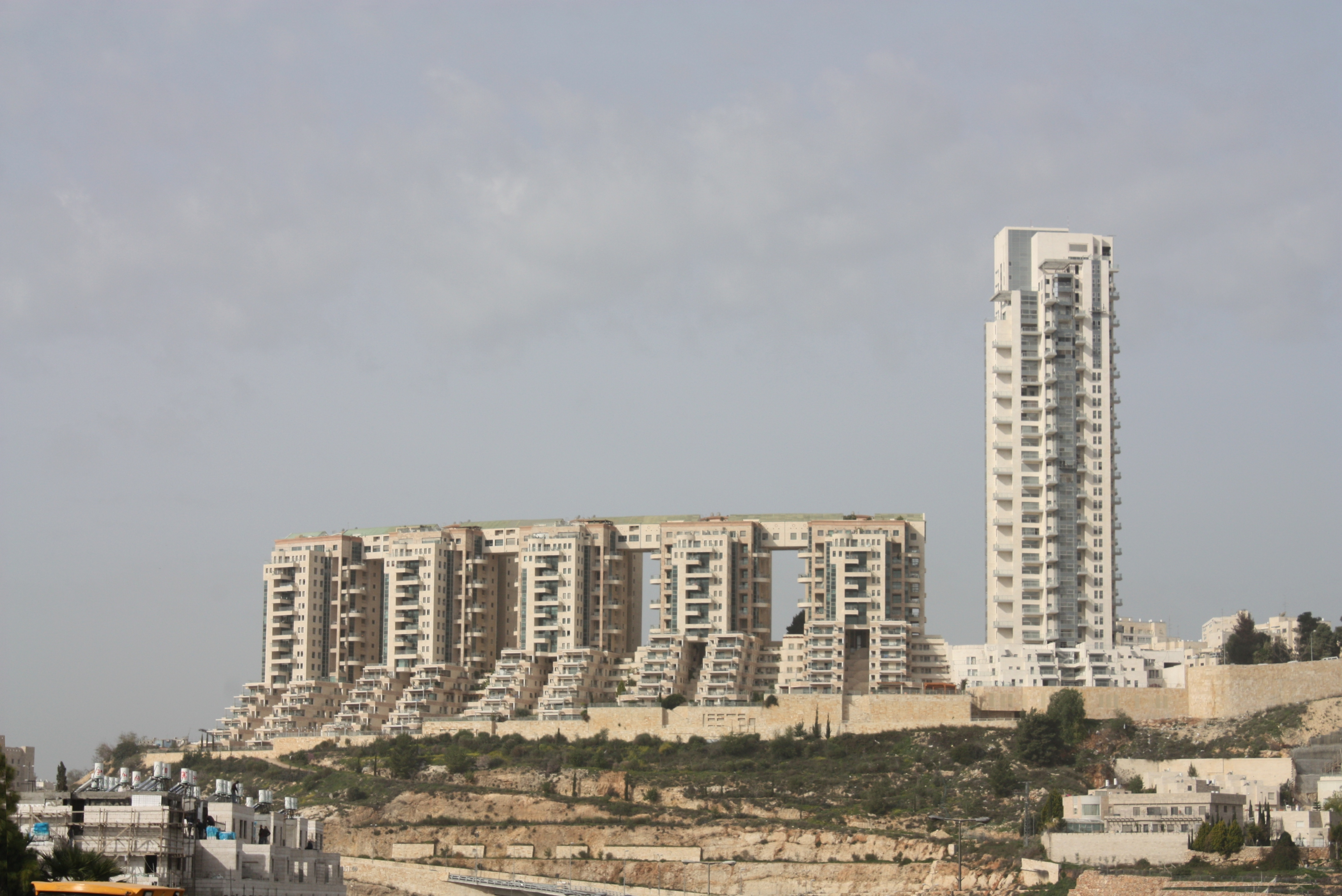
Wohntürme (2010)

Der Holyland-Park ist ein moderner Baukomplex im Bezirk Bait Vagan in Jerusalem, Israel. Hier entstehen derzeit mehrere hundert Luxusappartements, die aus zwei bis 6 Räumen bestehen. Der Gesamtkomplex besteht aus sechs miteinander verbundenen acht- bis zwölf-stöckigen Wohntürmen, die sich teilweise noch im Bau befinden, sowie einem ebenfalls noch nicht kompletten 32-stöckigen Turm, dem Holyland-Tower. Die gesamte Wohnanlage ist in einer verschachtelten Architektur gebaut, so dass jedes Appartement und vor allem die großen Penthäuser über einen möglichst großen Außenbereich verfügt. Bis zum 1. September 2010 waren von insgesamt geplanten 969 Apartments 642 erbaut.
Architekten sind die Ingenieurbüros Tishby-Rozio aus Tel Aviv/Jaffa und Meir Klein Engineering. Bauherr und Verwalter ist die Holyland Park Ltd.

## Korruptionsvorwürfe
Das Projekt steht im Mittelpunkt von Korruptionsvorwürfen rund um die Genehmigung desselben. Im Zuge dessen wurden mehrere prominente israelische Politiker angeklagt, darunter der ehemalige Ministerpräsident Ehud Olmert. Es sollen Bestechungsgelder in Höhe von 15 Millionen Dollar geflossen sein, was den Skandal zu einem der größten in der israelischen Geschichte macht.

## Nachweise
1. ↑  Aviv Levy and Koby Yeshayahou, Polar Investments claims Holyland sales continue, in: GLOBES online, 18. September 2010
2. ↑  Infoseite (Memento des Originals vom 21. April 2010 im Internet Archive)  Info: Der Archivlink wurde automatisch eingesetzt und noch nicht geprüft. Bitte prüfe Original- und Archivlink gemäß Anleitung und entferne dann diesen Hinweis.
3. ↑  Artikel in der FAZ

Koordinaten: 31° 45′ 22″ N, 35° 11′ 23″ O